# ありふれた奇跡
『ありふれた奇跡』（ありふれたきせき）は、2009年1月8日から3月19日までフジテレビ系列「木曜劇場」枠で、毎週木曜日 22:00 - 22:54（JST）に放送されたテレビドラマ。フジテレビ開局50周年記念ドラマ第2弾。
主演は仲間由紀恵と加瀬亮。脚本は山田太一で、12年ぶりの連続ドラマ脚本担当であった。また、主演の加瀬はこの作品が連続ドラマ初出演となる。

## あらすじ
偶然に駅のホームで不審な中年の男・藤本を見付け、加奈と翔太は男が自殺を図ると感じてお互いに阻止する。藤本を助けて別れた後に翔太は、加奈の事が気になり後を追い言葉を交わして知り合いになる。藤本は4年前に他人が出した火事で妻と娘を亡くして、ショックから自暴自棄の暮らしをしていたのだった。
その後助けられた藤本は警官の権藤を通じて二人と会い、次第に親しくなり助けた二人の秘密を知ることになる。実は加奈と翔太も自殺をしようとした秘密の過去があったのだった。
翔太は何度か会うことで次第に親密になっていくが、環境の違いや秘密のことで交際する事を加奈の家族に反対されるのだった。加奈は自らの過去の過ちのことで、翔太に惹かれながらも素直に交際をすることが出来ないでいた。そして反対している加奈の父である朋也と、翔太の父・重夫にも他人に知られたくない共通の趣味（女装）があった。

## キャスト
中城加奈〈29〉
演 - 仲間由紀恵
業務用厨房機器販売会社に勤務している。
駅のホームで自殺しようとしていた藤本を助け、翔太と知り合う。
田崎翔太〈31〉
演 - 加瀬亮
左官職人。
加奈同様、自殺しようとした過去がある。
田崎重夫〈54〉
演 - 風間杜夫
翔太の父。水道局に勤務している。
5年前、律子の浮気が原因で逃げた過去がある。
中城桂〈50〉
演 - 戸田恵子
加奈の母。自宅で人形教室を開いている。
神戸幸作〈42〉
演 - 松重豊
左官職人。翔太の先輩にあたる。
安藤律子〈48〉
演 - キムラ緑子
翔太の母。離婚後も何かと重夫に絡んでいる。
時枝春美〈25〉
演 - 黒坂真美
加奈の同僚。
スナック「妙」のママ
演 - 宮田早苗
加奈が行きつけのスナックのママ。
藤本誠〈50〉
演 - 陣内孝則
不審な中年の男。
電車に飛び込もうとするが、加奈と翔太に助けられる。
イフの店長
演 - 山崎聡弘
堀田綾子
演 - 美保純
松崎恒夫
演 - 志賀廣太郎
榎本夫人
演 - 泉晶子
松木勇
演 - 渡辺哲
立川研次
演 - 吹越満
桂の人形制作の師匠。
権藤〈53〉
演 - 塩見三省
警官。ホームでもめた藤本の事情を聞く。
田崎四郎〈72〉
演 - 井川比佐志
翔太の祖父。家業である左官の親方をしている。
中城朋也〈54〉
演 - 岸部一徳
加奈の父。サラリーマンをしている。
中城静江〈78〉
演 - 八千草薫
加奈の祖母。
小谷美代
演 - 末永遥（第10話・最終話）
加奈と翔太に赤ん坊を預けたまま、失踪した。

## スタッフ
- 脚本 - 山田太一
- 演出 - 田島大輔（FCC）、谷村政樹
- プロデュース - 長部聡介、樋口徹（FCC）
- 音楽 - 海田庄吾
- 主題歌 - エンヤ「Dreams Are More Precious」（邦題：ありふれた奇跡）（ワーナーミュージック・ジャパン）[3]
- 統括プロデュース - 中村敏夫（FCC）
- 制作協力 - FCC
- 制作著作 - フジテレビ

## 放送日程
| 各話                                                       | 放送日  | 演出     | 視聴率 |
| ---------------------------------------------------------- | ------- | -------- | ------ |
| 第1話                                                      | 1月08日 | 田島大輔 | 12.5%  |
| 第2話                                                      | 1月15日 | 田島大輔 | 10.9%  |
| 第3話                                                      | 1月22日 | 田島大輔 | 10.1%  |
| 第4話                                                      | 1月29日 | 谷村政樹 | 11.4%  |
| 第5話                                                      | 2月05日 | 谷村政樹 | 11.1%  |
| 第6話                                                      | 2月12日 | 田島大輔 | 10.5%  |
| 第7話                                                      | 2月19日 | 谷村政樹 | 10.4%  |
| 第8話                                                      | 2月26日 | 田島大輔 | 9.8%   |
| 第9話                                                      | 3月05日 | 谷村政樹 | 8.9%   |
| 第10話                                                     | 3月12日 | 田島大輔 | 10.0%  |
| 最終話                                                     | 3月19日 | 田島大輔 | 11.4%  |
| 平均視聴率 10.6%（視聴率は関東地区・ビデオリサーチ社調べ） |         |          |        |

- 初回は22時 - 23時9分の15分拡大。

## 受賞
- 2008ギャラクシー賞 3月度月間賞・第46回テレビ部門選奨[4]
- 2009冬ドラマ TV JAPAN アワード
  - 主演男優賞 - 加瀬亮
  - 助演女優賞 - 八千草薫
- 第60回ザテレビジョンドラマアカデミー賞 脚本賞 - 山田太一[1]
- 東京ドラマアウォード2009 優秀賞（連続ドラマ）[5]